# Dietrich Waters
Dietrich Waters (* 1967) ist ein ehemaliger US-amerikanischer Basketballspieler.

## Leben
Der 2,03 Meter große Innenspieler war von 1985 bis 1989 Mitglied der Basketballmannschaft der San José State University. Seine beste Saison in der NCAA war das Spieljahr 1988/89 mit Mittelwerten von 13,9 Punkten und 8,1 Rebounds je Begegnung. Waters wurde Berufsbasketballspieler und stand 1989/90 beim MTV 1846 Gießen in der deutschen Basketball-Bundesliga unter Vertrag. Er erzielte in 27 Einsätzen für Gießen im Schnitt 11,9 Punkte je Partie.
In der US-Liga Continental Basketball Association (CBA) bestritt Waters in der Saison 1993/94 26 Spiele für die Hartford Hellcats und fünf Einsätze für die Mannschaft Rockford Lightning. In der Saison 1999/2000 stand er bei Kahraba Zouk im Libanon unter Vertrag.